# Lương Phi (Tri Tôn)
Lương Phi is een xã in het district Tri Tôn, een van de districten in de Vietnamese provincie An Giang in de Mekong-delta.